# Idéal (théorie des ordres)
Pour les articles homonymes, voir Idéal (homonymie).
En mathématiques, un idéal au sens de la théorie des ordres est un sous-ensemble particulier d'un ensemble ordonné. Bien qu'à l'origine ce terme soit issu de la notion algébrique d'idéal d'un anneau, il a été généralisé en une notion distincte. Les idéaux interviennent dans beaucoup de constructions en théorie des ordres, en particulier des treillis.

## Définitions
Un idéal d'un ensemble ordonné (E, ≤) est une partie non vide I de E telle que :
- I est une section commençante, c'est-à-dire que tout minorant d'un élément de I appartient à I ;
- I est un ensemble ordonné filtrant, c'est-à-dire que deux éléments quelconques de I possèdent toujours un majorant commun dans I.

Cette définition étend aux ordres quelconques la définition originelle d'idéal d'un treillis :
Si l'ordre (E, ≤) est un treillis — c'est-à-dire si toute paire {a, b} dans E possède une borne supérieure a⋁b et une borne inférieure a⋀b — une section commençante I est un idéal si et seulement si elle est stable par bornes supérieures finies, c'est-à-dire si elle est non vide et si pour tous a et b dans I, a⋁b appartient à I.
La notion duale de celle d'idéal, c'est-à-dire où les ≤ sont inversés et les ⋁ et ⋀ intervertis, est celle de filtre. Les termes « idéal pour l'ordre » et « semi-idéal » sont parfois utilisés pour désigner de simples sections commençantes, (et « filtre pour l'ordre » pour de simples sections finissantes). Pour éviter toute confusion, nous n'emploierons les termes « idéal/filtre » que pour des sections (commençantes/finissantes) qui sont filtrantes (à droite/à gauche).
Les notions d'idéal de Frink (en) et de pseudo-idéal (en) généralisent celle d'idéal d'un treillis.
Un idéal ou un filtre de (E, ≤) est dit propre si c'est un sous-ensemble propre de E.
Pour tout élément e de E, le plus petit idéal contenant e est l'ensemble, noté ↓e, des minorants de e. Un tel idéal est dit principal et e est alors appelé un élément principal de cet idéal.

## Idéaux premiers
Un idéal I de (E, ≤) est dit premier si son complémentaire est un filtre. Puisque par définition tout filtre est non vide, tout idéal premier est propre. Dualement, un filtre est dit premier si son complémentaire est un idéal, et tout filtre premier est propre.
Lorsque (E, ≤) est un treillis, un idéal propre I est premier si et seulement si, pour tous a et b de E tels que a⋀b appartient à I, au moins l'un des deux éléments a ou b est dans I.
Dans un treillis complet, un idéal propre est dit complètement premier si toute partie de E dont la borne inférieure appartient à I contient au moins un élément de I.
L'existence d'idéaux premiers n'est en général pas évidente et souvent, on ne peut pas démontrer qu'il y en a « suffisamment » au sein de la seule théorie des ensembles de Zermelo-Fraenkel (sans l'axiome du choix) : voir l'article « Théorème de l'idéal premier dans une algèbre de Boole ».

## Idéaux maximaux
Un idéal (resp. un filtre) est dit maximal si c'est un élément maximal (pour l'inclusion) de l'ensemble des idéaux propres (resp. des filtres propres).
Dans un treillis distributif, tout idéal maximal et tout filtre maximal est premier. La réciproque est fausse en général, mais vraie dans une algèbre de Boole.
Les filtres maximaux sont parfois appelés ultrafiltres, mais cette terminologie est souvent réservée aux algèbres de Boole, dans lesquelles un filtre ou un idéal est maximal si et seulement si, pour tout élément a de l'algèbre, il contient un et un seul des deux éléments a et ¬a.
On peut aussi s'intéresser à une notion relative de maximalité en considérant, pour un filtre propre F, les éléments M maximaux dans l'ensemble des idéaux disjoints de F. Dans un treillis distributif, un tel M est toujours premier.
Pour tout idéal I disjoint du filtre F, l'existence d'un M maximal parmi les idéaux contenant I et disjoints de F n'est pas garantie en général. Elle l'est sous l'hypothèse de l'axiome du choix. Dans le cas particulier où l'ensemble ordonné considéré est une algèbre de Boole, ce théorème est celui, déjà mentionné, de l'idéal premier dans une algèbre de Boole. Il est strictement plus faible que l'axiome du choix et suffit pour la plupart des applications des idéaux en théorie des ordres.

## Applications
La construction d'idéaux et de filtres est un outil important dans beaucoup d'applications de la théorie des ordres.
- Dans le théorème de représentation de Stone pour les algèbres de Boole, l'ensemble des idéaux maximaux — ou de façon équivalente (via l'application complément) des ultrafiltres — d'une algèbre de Boole B est muni d'une topologie dont l'algèbre de Boole des ouverts-fermés est isomorphe à B.
- Il existe diverses façon de compléter un ordre (E, ≤), c'est-à-dire de le plonger dans un ordre possédant des propriétés supplémentaires de complétude (en). Par exemple, la complétion par les idéaux est l'ensemble de tous les idéaux de E, ordonné par l'inclusion. C'est l'ordre partiel complet libre sur (E, ≤). Un idéal de E est principal si et seulement s'il appartient au sous-ensemble des éléments compacts (en) de ce complété, si bien que E est inclus dans ce sous-ensemble ordonné. De plus, tout ordre partiel complet algébrique (en) est isomorphe au complété par les idéaux de l'ensemble de ses éléments compacts.

## Histoire
Les idéaux ont été introduits dans la théorie des ordres par Marshall Stone, qui leur donna le même nom que les idéaux d'un anneau. Il adopta cette terminologie parce que pour les algèbres de Boole, les deux notions coïncident.